# Abbaye de Tintern
L'abbaye de Tintern (en anglais Tintern Abbey, et en gallois Abaty Tyndyrn) est une ancienne abbaye cistercienne, située au pays de Galles.

## Situation
Le monastère est situé dans la vallée de la Wye dans le Monmouthshire.

## Histoire

### Fondation
L'abbaye de Tintern est fondée à l'initiative de Gautier de Clare, lord de Netherwent (ou de Chepstow), le 9 mai 1131 à Tintern. Elle fut la seconde fondation de l'ordre cistercien en Grande-Bretagne au Moyen Âge (après Waverley), et la première du pays de Galles,. En effet, par sa mère, Gautier était le cousin germain de Guillaume Giffard, l'évêque de Winchester qui avait favorisé la venue de moines cisterciens à Waverley. Les moines venus l'occuper venaient de l'Aumône (abbaye située dans l'Orléanais, et elle-même fille de Cîteaux).

### Prospérité et fondations

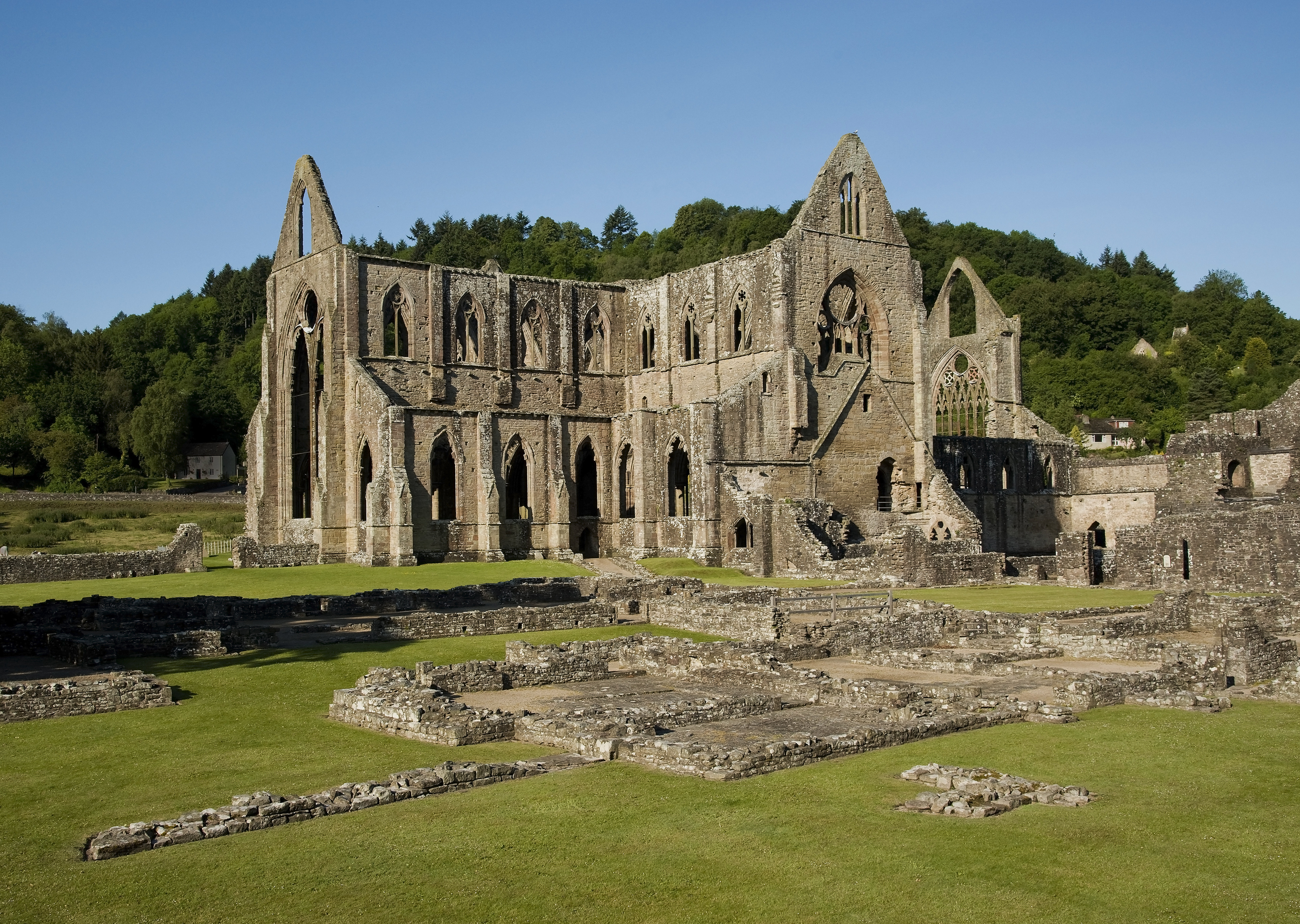
Ruines du complexe monastique, avec l'église abbatiale au fond.

L'abbaye croît rapidement, au point de fonder une première abbaye-fille à Kingswood en 1139, fondation qui connaît des débuts difficiles, devant changer deux fois de localisation,,. Le deuxième abbé de Tintern, Henry, est un ancien voleur repenti et qui a pris l'habit cistercien ; il ne reste que peu de temps à Tintern avant d'être nommé à Waverley.
En 1200, Guillaume le Maréchal, comte de Pembroke, naviguant vers l'Irlande, est pris dans une violente tempête. Il fait le serment de construire une abbaye s'il est sain et sauf. Son bateau parvient à atteindre la baie de Bannock (sur le flanc est de la péninsule de Hook) et accomplit donc son vœu en implantant en ce lieu une abbaye cistercienne. Comme il est comte de Pembroke en pays de Galles, il fait appel aux moines de Tintern, et nomme en leur honneur la future abbaye de Tinternparva.
L'abbaye de Tintern semble initialement avoir été bâtie pour une communauté de vingt moines et cinquante frères convers. Mais Roger Bigot, comte de Norfolk, la dote si richement que les subsides de sa dotation permettaient encore de nourrir les pauvres cinq fois par an à l'époque de la Dissolution de 1536. Roger est le principal contributeur de la reconstruction de l'église abbatiale, qui est entreprise de 1269 à 1301.
L'abbaye de Tintern est une des seules abbayes galloises à avoir été préservée de la guerre menée par Édouard II au pays de Galles. Le roi n'y séjourne que deux nuits en 1326, lors de sa fuite devant l'armée de Roger Mortimer.
À la fin du XIIIe siècle, les possessions de Tintern recouvrent 3 000 acres (1 214 hectares environ) et ils possèdent 3 264 ovins. L'abbaye connaît certaines difficultés financières au début du XVe siècle, mais les dons des pèlerins permettent de renflouer les caisses. En effet, l'abbatiale contient une statue de la Vierge passant pour miraculeuse et amenant d'importants flux de pèlerins.

### Liste des abbés connus de Tintern
- William : élu en 1139, mort en 1148 ;
- Henry : élu avant 1153 et nommé à Waverley entre 1154 et 1161 ;
- William II nommé avant 1169, quitte sa charge en 1188 ;
- Eudo : élu en 1188
- Richard : attesté en 1218 ;
- Ralph : attesté en 1234, nommé abbé de Dunkeswell en 1245 ;
- J... : attesté en octobre 1253 ;
- John : élu vraisemblablement en 1259, attesté en 1267, déposé en 1277
- Ralph : attesté dans les années 1280 et en 1303 ou 1304 ;
- Hugh de Wyke : abbé de 1305 à sa mort en 1320 ;
- Walter of Hereford : élu en février 1321, quitte sa charge en novembre 1330 ;
- Roger de Camme : élu vraisemblablement en décembre 1330, quitte sa charge en novembre 1331.
- Walter : attesté en janvier 1333 ;
- Gilbert : attesté comme abbé de mai 1340 à octobre 1341 ;
- John : attesté abbé de juillet 1349 à juin 1375 ;
- John Wysbech : élu en 1387, quitte sa charge en 1407 ;
- John : attesté en mars et novembre 1411 ;
- John Chernyllis ou Cherville : attesté en mai 1415 et août 1421 ;
- John Chapfeld (peut-être le même qu le précédent) : attesté en octobre 1437 ;
- Robert Acton : attesté en décembre 1438 et juin 1441 ;
- John Tynyern : attesté en juin 1442 et en octobre 1455 ;
- Thomas Monmouth : élu en 1456, attesté en novembre 1459 ;
- Thomas Colston : attesté en mai 1460 et en 1486 ;
- William Ker : attesté en février 1488 et en août 1492 ;
- Harry Newland : attesté en 1493 et en janvier 1506 ;
- Thomas Morton : attesté en 1514 ;
- Richard Wiche : élu à une date inconnue, déposé lors de la dissolution en 1536[9].

### Dissolution

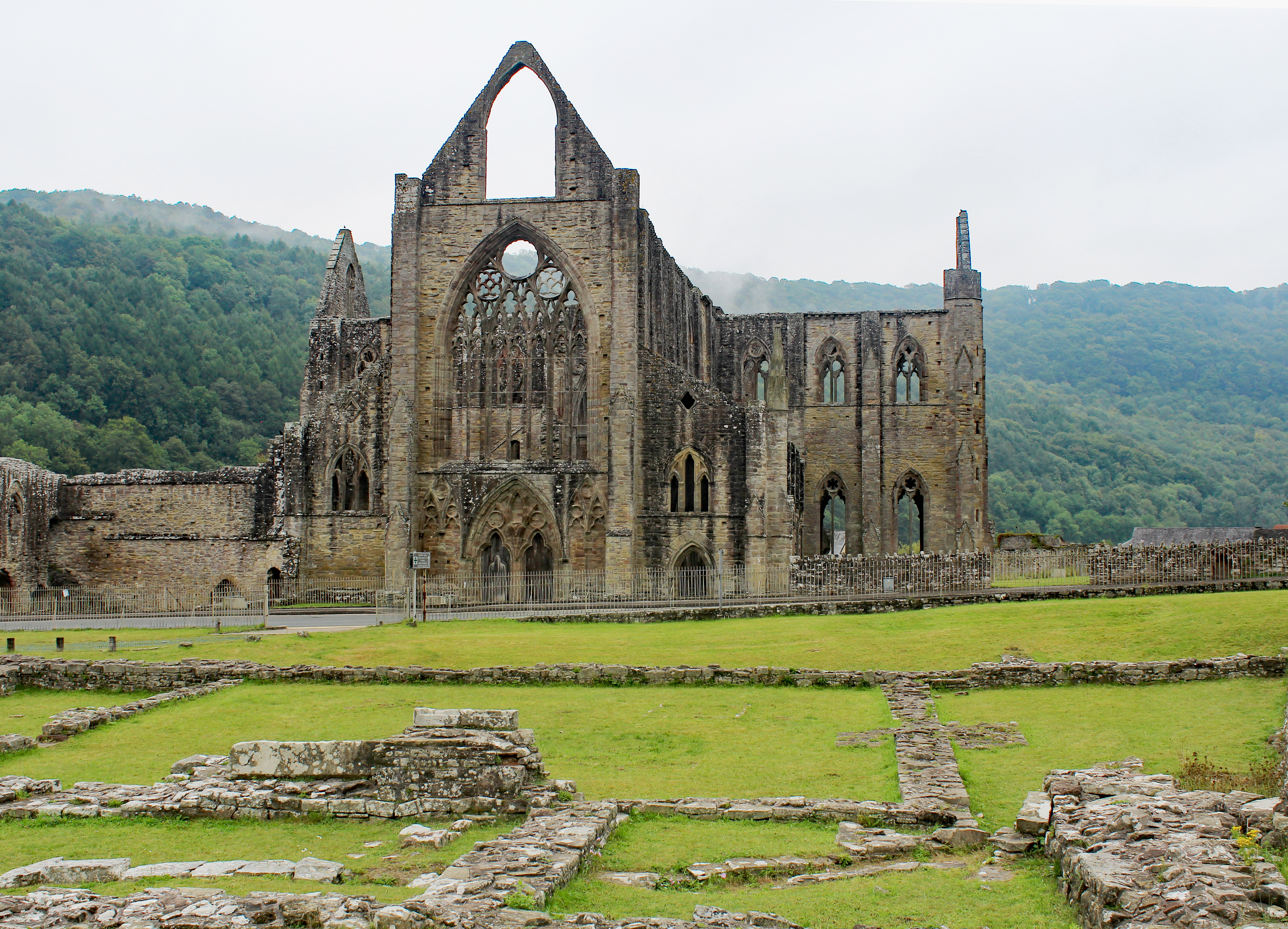
Façade ouest de l'abbaye.

Dès septembre 1536, l'abbaye de Tintern est fermée et le site est attribué à Henry Somerset, comte de Worcester, qui utilise les bâtiments (hors abbatiale) à divers usages de logements, d'artisanat ou même de carrière de pierre.

### Une ruine romantique
Durant la deuxième moitié du XVIIIe siècle, l'abbaye de Tintern devient à la mode ; les préromantiques (William Wordsworth, Joseph Turner, William Gilpin) la visitent et la mettent en valeur dans leur œuvre (voir ci-dessous).

### La restauration
Cet intérêt ne fait que croître au cours du XIXe siècle et, en, 1901, la couronne britannique rachète le site à son propriétaire d'alors, le duc de Beaufort, pour 15 000 livres, le déclare « monument d'importance nationale » et en commence la restauration. Le lierre est systématiquement ôté.
Le 29 septembre 2000, l'abbaye est enregistrée comme Monument classé sous le numéro 24037.

## L'abbaye

### L'église abbatiale
L'église abbatiale est de très vastes dimensions : elle mesure environ 80 mètres (245 pieds) de longueur, pour vingt-cinq de largeur. Le transept, quant à lui, mesure cinquante mètres de longueur pour trente (110 pieds) de largeur,.

## Tintern dans la culture

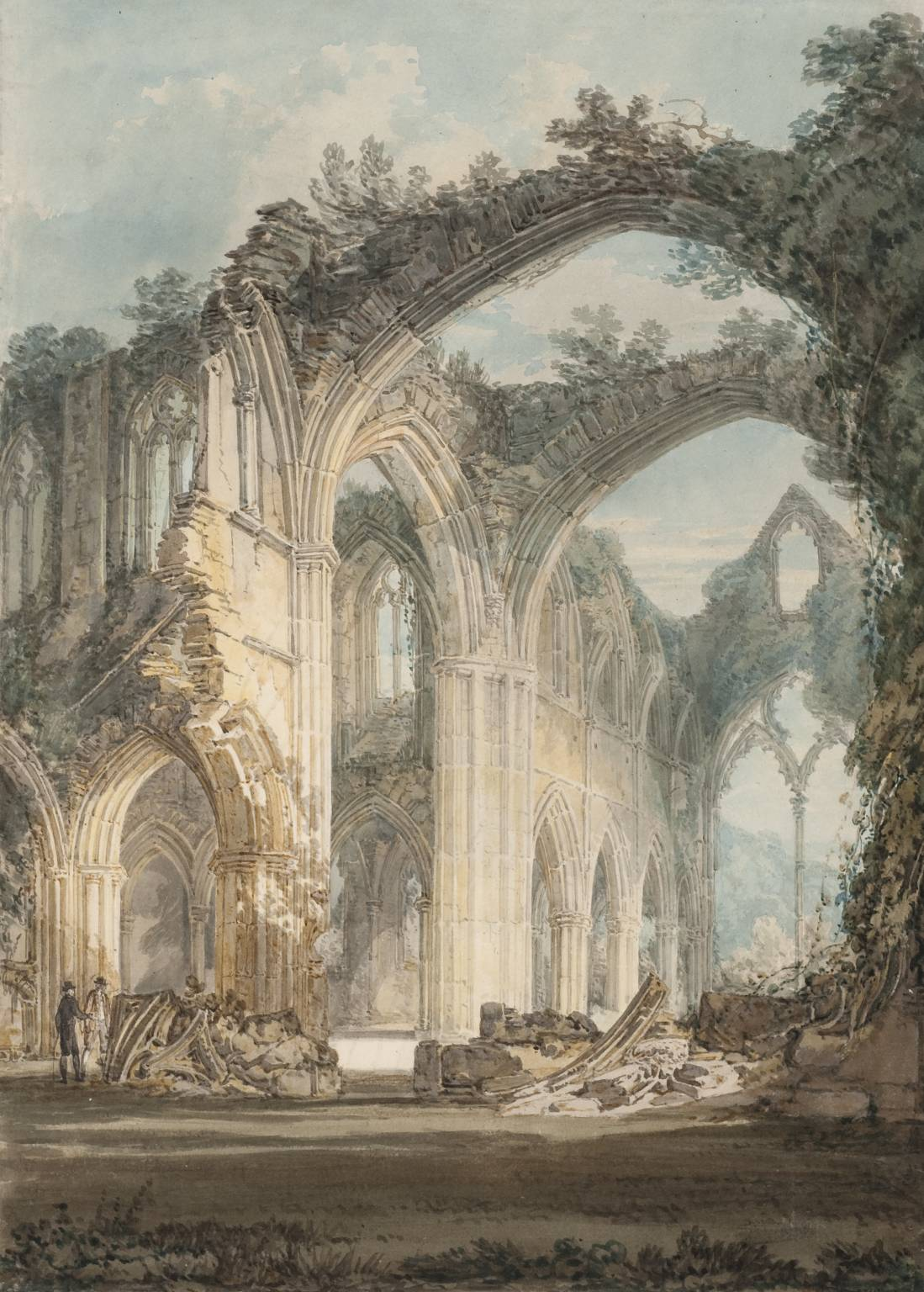
The Chancel and Crossing of Tintern Abbey, Looking towards the East Window, peinture réalisée par Turner en 1794.

### Poésie
L'abbaye a inspiré un poème à William Wordsworth, qui se nomme Lines written a few miles above Tintern Abbey, on revisiting the banks of the Wye during a tour, July 13, 1798..

### Peinture
Turner a peint à de multiples reprises l'abbaye de Tintern.
William Gilpin, l'un des créateurs de la notion de pittoresque, trouvait son pignon (gable-ends) insuffisamment délabré, et suggérait de le rendre plus pittoresque grâce à « un maillet judicieusement utilisé ».

### Littérature
L'abbaye de Tintern est le cadre d'au moins deux romans historiques : le premier, de Kate Sedley, s'intitule Le trésor de Tintern ; le second, de Gordon Masters, The secrets of Tintern Abbey : a historical novel.